# Spirit Airlines
Spirit Airlines, Inc. es una aerolínea de ultra bajo costo estadounidense que opera vuelos regulares a través de Estados Unidos. La compañía tiene su sede en Miramar (Florida) en el área metropolitana de Miami. La aerolínea mantiene actualmente sus bases en Fort Lauderdale (Florida) y Detroit (Míchigan), así como centrales en otras ciudades como Atlantic City y Nueva Jersey. Más de la mitad de los vuelos de la compañía son a destinos de Estados Unidos.

## Historia

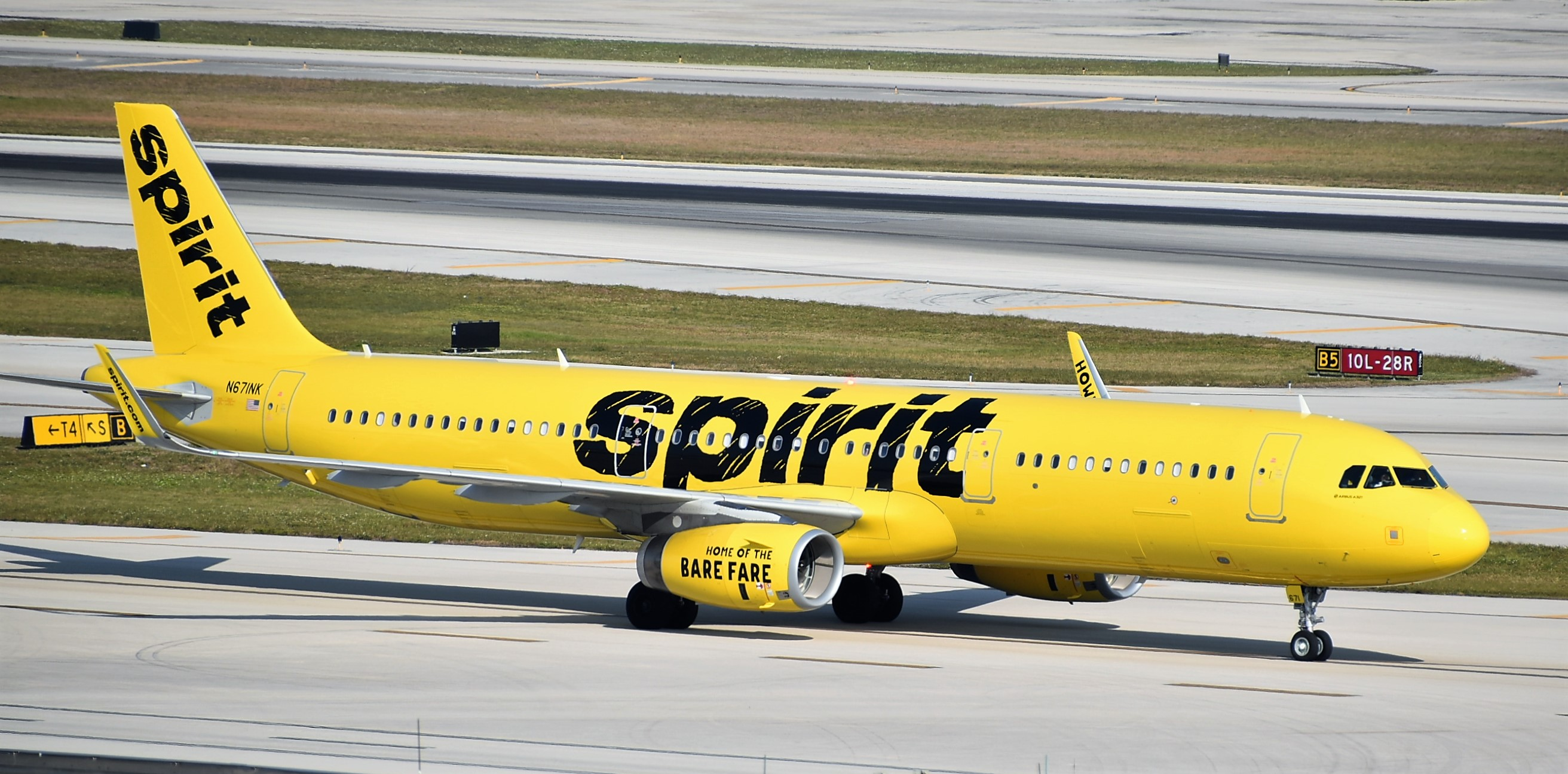
Un Airbus A321 de Spirit Airlines en Fort Lauderdale en 2017.

Spirit Airlines inició en 1980 como “Charter One”, basado en Detroit, haciendo viajes combinados a destinos de entretenimiento, tales como Atlantic City, Las Vegas y las Bahamas. En 1990, comenzó Un servicio regular de Boston y Providence, RI a Atlantic City. El 29 de mayo de 1992 pasó de ser “Charter One” a Spirit Airlines, donde inauguró el servicio de Detroit a Atlantic City e hizo cambios en la flota.
En abril de 1993, Spirit Airlines inició un servicio regular con destino a Florida. Durante los próximos cinco años, Spirit se expandió rápidamente, con el aumento de servicio de Detroit y añadiendo servicios en nuevos mercados tales como Myrtle Beach, Los Ángeles y Nueva York.
Spirit trasladó su base central en diciembre de 1999, pasando de Eastpointe, Míchigan a Miramar, Florida. La expansión continuó con la adición del mercado de Chicago, así como operando de costa a costa con la puesta en servicio de Los Ángeles.
En noviembre de 2001, Spirit inauguró el servicio a San Juan, Puerto Rico, además de un servicio completamente en español, con una página web dedicada y una central de reservas especializada en atender a personas de habla hispana.
El 24 de junio de 2002, la compañía puso en marcha su nueva marca de servicio llamada Spirit Vacations con la marca WorldWide GOGO. El servicio ofrece vuelos, hotel y actividades similares a muchos otros lugares de vacaciones. El servicio se ofrece a muchos destinos en los Estados Unidos y varios de los más populares en El Caribe y América Latina.
En 2002, la aerolínea inicia un nuevo servicio a Denver, Colorado y Las Vegas, Nevada y ampliando también el número de frecuencias entre sus principales destinos. Dejó de volar a Denver cerca de un año más tarde.
En el otoño de 2003, Spirit reanudó los vuelos con destino al Aeropuerto Nacional Ronald Reagan de Washington, que había sido suspendido después de los ataques terroristas del 11 de septiembre de 2001, además comenzó el servicio a Cancún, México.
En 2004, la aerolínea añadió Santo Domingo y Providencia a su red de destinos. En 2005, Spirit Airlines lanzó su mayor esfuerzo de expansión, con la adición de numerosos destinos en el Caribe y las Bahamas. En febrero de 2006, Spirit de la cartera de destinos en la región un total de diez. Spirt de servicio también empezó a Gran Caimán, San Francisco, Boston en 2006, y en 2007 presentó DOT aplicaciones para ofrecer el servicio a Haití, las Antillas Neerlandesas y Venezuela (este último no fue aprobado por el gobierno de dicho país). Durante ese mismo año comenzó a volar a Centroamérica, específicamente a Costa Rica, Guatemala y Honduras.
En 2006 Spirit lanzó un programa de viajero frecuente llamado “Free Spirit”. Ofrece premio de viaje a partir de 15.000 millas, más bajos que la mayoría de los demás programas de viajero frecuente. El espíritu libre del programa también garantiza la disponibilidad de adjudicación en cada vuelo.
En 2006 Spirit anunció la compra de otros 30 Airbus A319 los cuales contribuirían a su nueva etapa de expansión. El avión tiene una entrega programada entre 2009 a 2013.
El 6 de marzo de 2007, Spirit anunció su transición para convertirse en la primera aerolínea de bajo coste en los Estados Unidos. En 2007, Spirit se convirtió en el mayor operador de tráfico aéreo en el Aeropuerto Internacional Fort Lauderdale-Hollywood.
El 26 de septiembre de 2007, Spirit anunció una nueva imagen de marca de la compañía aérea que actualiza la apariencia de sus aeronaves. La aerolínea declaró que esta nueva imagen permitirá ahorrar dinero por ser ligeros de peso y, por tanto, menos quema de combustible en vuelo. La nueva imagen de fondo es de color blanco con acentos en la mayoría de los colores representados en el Caribe y los países de América Latina, en consonancia con el Espíritu de la red de rutas. Esta nueva imagen se verá en los aviones, uniformes, aeropuertos, y el sitio web.
El 3 de junio de 2008, Spirit Airlines hizo un WARN (trabajador de Ajuste de Reconversión y Comunicación) para la aplicación potencialmente reubicar o despedir a cientos de pilotos y asistentes de vuelo, y el cierre de San Juan y la tripulación base de LaGuardia.
En el año 2011 empezó a volar a El Salvador, de San Salvador a Fort Lauderdale y viceversa, convirtiéndose en una excelente opción para los salvadoreños que viajan a Miami, Florida; siendo actualmente la aerolínea que mejor precio ofrece en el país centroamericano.
En enero de 2023, JetBlue Airways rompió un acuerdo previo para la compra de Spirit por $6,600 millones de dólares; este fue la causa desde la cual la empresa atraviesa una crisis financiera.
En noviembre de 2024 Spirit Airlines tomó la decisión de acogerse al Capítulo 11 de la Ley de Quiebras de los Estados Unidos, buscando proporcionar a la administración de Spirit el tiempo y la protección necesarios para reestructurarse y continuar ofreciendo sus servicios, luego de pasar dificultades financieras desde 2019.

## Destinos
Spirit Airlines actualmente vuela a 88 destinos en toda América Central, el Caribe, América del Sur, y Estados Unidos. Mantiene bases de tripulación en Atlanta, Chicago–O'Hare, Dallas/Fort Worth, Detroit, Fort Lauderdale, Houston–Intercontinental, Las Vegas, Miami, Newark y Orlando.

### Acuerdos interlínea
Spirit actualmente tiene acuerdos interlínea con las siguientes aerolíneas:
- French Bee
- Norse Atlantic Airways
- Play

## Flota

### Flota actual
A julio de 2025, la flota de Spirit cuenta con una edad promedio de 6 años y consiste en los siguientes aviones:

### Flota histórica
Las siguientes aeronaves operaban anteriormente en la flota de Spirit Airlines: